# Louis-Charles de Maleville
Il conte Louis-Charles de Maleville, più conosciuto come il Colonnello Maleville (Parigi, 16 giugno 1813 – Medole, 25 giugno 1859), è stato un ufficiale francese, divenuto un simbolo dell'esercito per essere stato protagonista di un celebre episodio della Battaglia di Medole, nel corso della grande battaglia di Solferino e San Martino.

## Biografia
Charles de Maleville nacque da una delle famiglie più importanti del Périgord. Il nonno Jaques (1742-1824), senatore e pari di Francia, era stato uno dei quattro giureconsulti che avevano redatto il Code Napoléon ed il padre Joseph (1778-1832) fu celebre giurista e deputato della Dordogna.
Dei due figli di Joseph, il primogenito Lucien era stato avviato agli studi giuridici, mentre il cadetto Charles abbracciò la carriera militare. Entrato nella prestigiosa accademia militare napoleonica di Saint-Cyr, il 16 novembre 1832, ne escì sottotenente assegnato al 62º reggimento di linea (fanteria), di stanza in Algeria, il 20 aprile 1835.
Rimase nel continente africano undici anni per tornare in Francia, con il grado di capitano e con la nomina a cavaliere della Legion d'Onore, ad essere compreso negli ufficiali d'ordinanza del Re, l'11 giugno 1847.
Dopo l'avvento del secondo impero, nominato tenente colonnello, gli fu affidato il comando di un battaglione del 3º reggimento di linea, inviato nel Mar Baltico con le truppe da sbarco, nell'ambito della guerra di Crimea, ottenendo la nomina a ufficiale della Legion d'Onore.
Nel 1854 ritornò in Africa, dove venne nominato colonnello comandante del 55º reggimento di linea, il 30 dicembre 1857.
Alla formazione dell'Armata d'Italia, il suo reggimento venne assegnato alla divisione Failly del IV corpo d'armata, agli ordini del generale Adolphe Niel e partecipò all'intera seconda guerra d'indipendenza italiana. 

## L'episodio di Casa Nuova

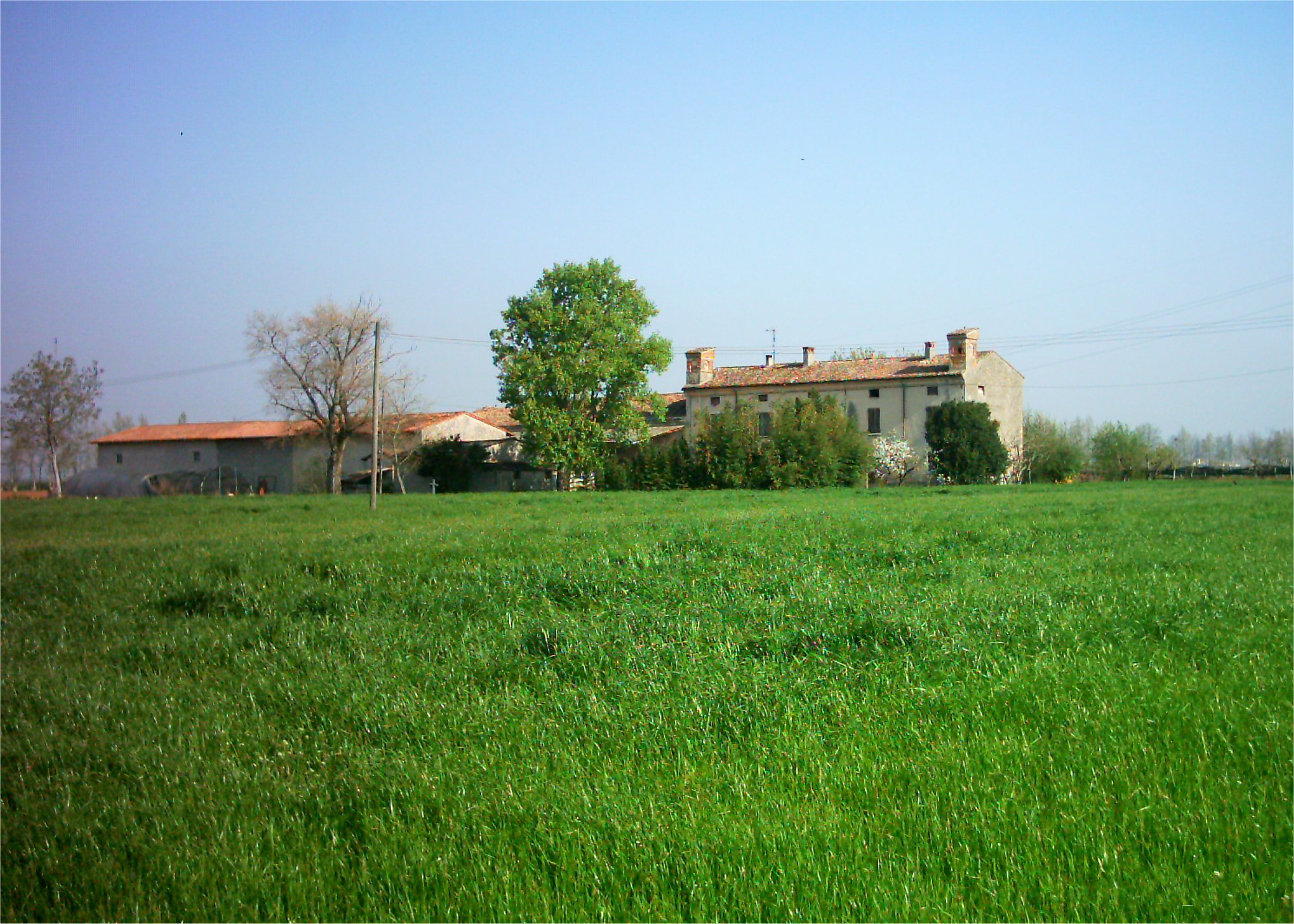
La cascina di Casa Nuova vista dallo schieramento austriaco

Nelle prime fasi della Battaglia di Medole, iniziata alle ore 4 del 24 giugno 1859, la divisione Failly venne tenuta di riserva e, successivamente, impegnata nel punto nevralgico della fattoria Casa Nuova in frazione Rebecco di Guidizzolo, più volte presa e persa dai francesi e dagli austriaci, con un impressionante tributo di vite umane, solo giustificabile dalla determinante rilevanza strategica del sito. Furono più di mille i cadaveri lasciati dai due eserciti a Casa Nuova, oltre ad uno sterminato numero di feriti. 

Il 55º reggimento del colonnello Malville si trovò a difendere la fattoria, dopo l'ennesima riconquista francese, dall'ultimo massiccio attacco sferrato da Wimpffen alle 15, nel tentativo di sfondare la linea del IV corpo d'armata e ribaltare le sorti della grande battaglia.
Sottoposto a continue ondate d'assalto della fanteria ed al costante fuoco di cannoni e razzi, il 55º si trovò in forte inferiorità numerica, rimanendo ben presto a corto di munizioni. Alla richiesta inviata da Malville per ottenere rinforzi e rifornimenti, Niel rispose che non poteva mandare né gli uni né gli altri, ma che la posizione di Casa Nuova, doveva essere mantenuta ad ogni costo. 

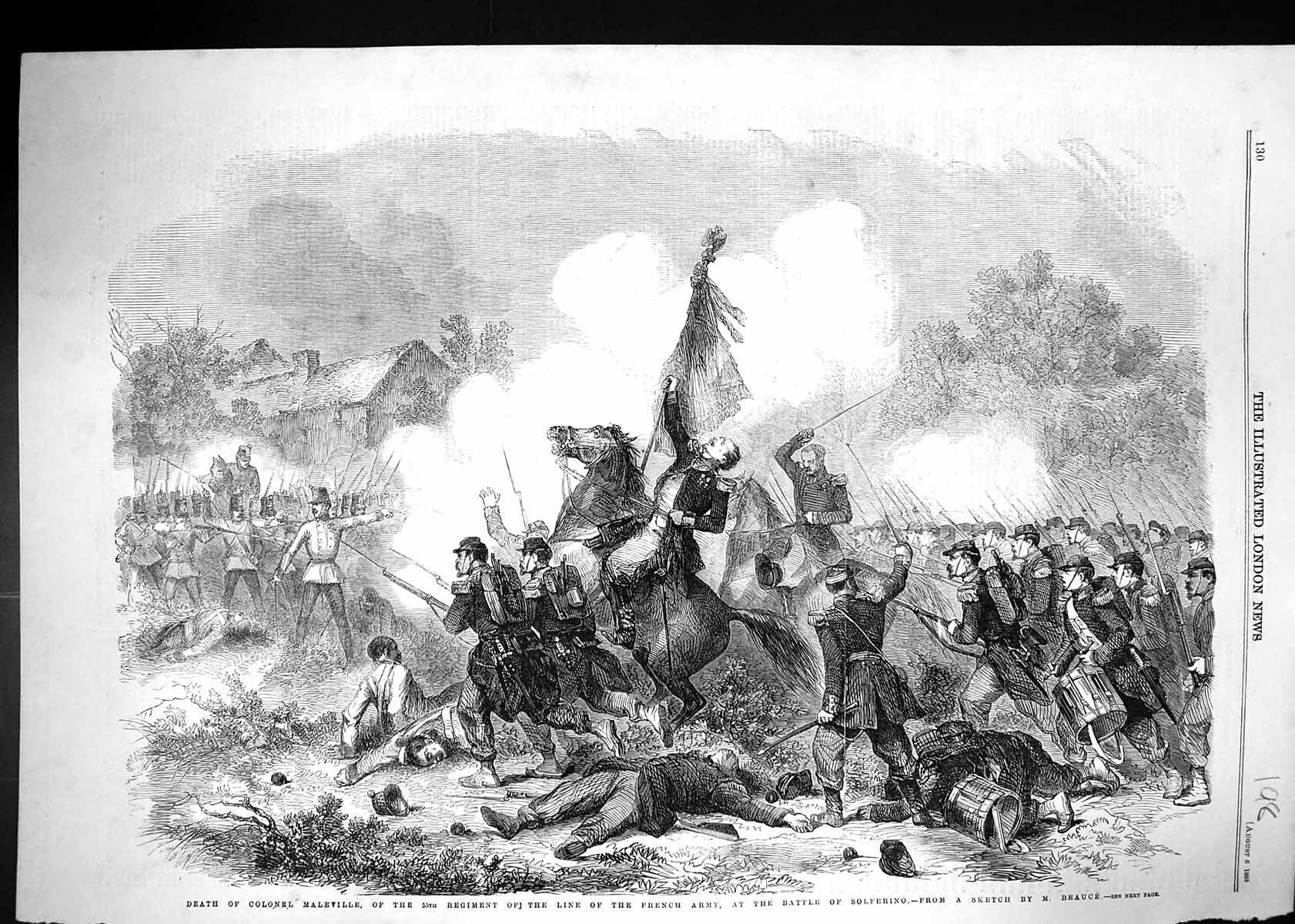
Il colonnello Maleville colpito a Casa Nuova, in una litografia del 1859, tratta da un celebre dipinto di Jean-Adolphe Beaucé

Nell'ultimo assalto, quando gli austriaci erano ad un centinaio di metri dal casale, Maleville comprese che l'unica possibilità di contrastare il nemico era quello di caricarlo alla baionetta. Data la disparità delle forze in campo, non era sperabile sopraffare gli austriaci, ma il contatto tra gli schieramenti avrebbe impedito agli austriaci ogni manovra di formazione a quadrato, consentendo l'intervento della cavalleria del generale Partouneaux, appostata nelle vicinanze e nascosta dalle coltivazioni di granoturco.
Conscio di dover dare l'esempio in quella particolare situazione, Maleville afferrò la bandiera del reggimento e spronò il cavallo per attraversare le proprie linee e lanciarsi verso lo schieramento austriaco, gridando "55º, salvate la bandiera !". Riuscì a compiere poche decine di metri prima di essere atterrato dai colpi dalla fucileria avversaria, ma la bandiera venne raccolta dal vicecomandante Tiersonnier che gli galoppava appresso e che proseguì la temeraria cavalcata del colonnello, condividendone la sorte.
Nel frattempo, però, l'intero reggimento era uscito dalle posizioni e già si lanciava in un compatto contrattacco all'arma bianca. L'impatto fu terribile, ma scompigliò le file austriache che, immediatamente allargarono il fronte per accerchiare i francesi. Gli ussari di Partouneaux non si fecero sfuggire l'occasione di caricare la mal disposta fanteria austriaca che fu costretta alla ritirata.

## La morte

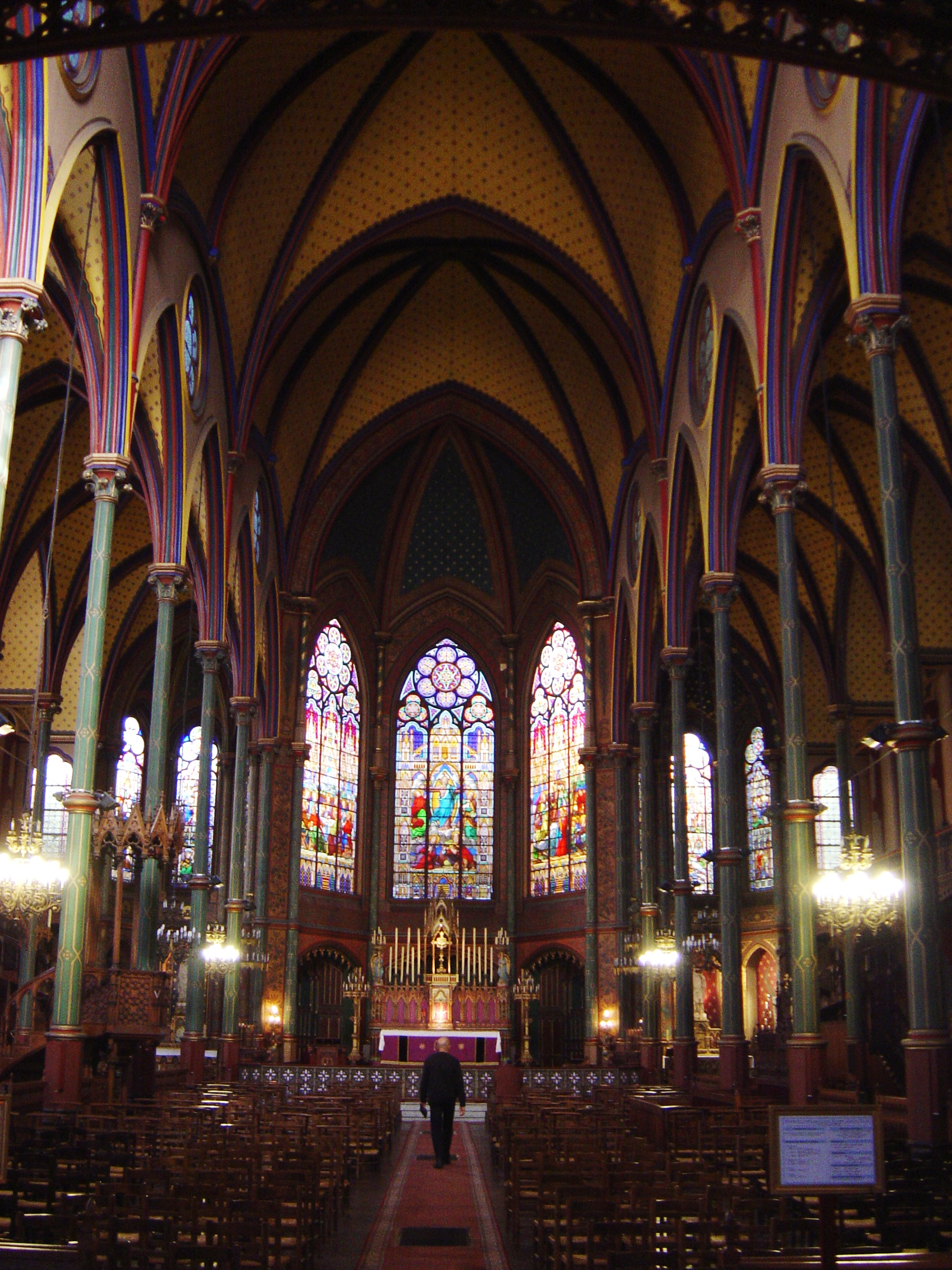
Navata centrale della chiesa di Saint-Eugène a Parigi

Il colonnello Maleville, ferito ad una coscia, fu prontamente soccorso e trasportato nell'ambulanza di palazzo Ceni a Medole. Era quella la prima, in ordine di tempo, delle molte e improvvisate ambulanze militari create nella grande battaglia, che avrebbero ispirato a Henri Dunant l'idea della Croce Rossa. Lo stesso Dunant ricordò il colonnello Maleville nel suo libro di memorie.
Nonostante le cure prestategli, la ferita si rivelò ben più seria di come era apparsa in un primo momento e Charles de Maleville spirò il giorno seguente.
Tra i suoi effetti venne trovato un biglietto al quale il colonnello aveva affidato le ultime volontà: "Se muoio - aveva scritto - desidero che il mio corpo venga imbalsamato e trasportato in Francia".
Il fratello Lucien, consigliere del tribunale di Parigi, avvertito del ferimento di Charles, si mise subito in viaggio per Medole, poi non restandogli che accompagnare la salma nel ritorno in patria,  avvenuto il 5 luglio 1859, nel porto di Tolone.
Louis-Charles de Maleville fu sepolto a Parigi nella Chiesa Saint-Eugène-Sainte-Cécile.